# Język sokna
Język sokna – prawdopodobnie wymarły język afroazjatycki ze wschodniej grupy języków berberyjskich. Był używany w Trypolitanii w Libii.